# Titus római császár
Imperator Titus Caesar Vespasianus Augustus, általánosan elterjedt néven Titus császár, született Titus Flavius Vespasianus (Róma, 39. december 30. – Róma, 81. szeptember 13.) a Flavius-dinasztia második római császára (uralkodott 79. június 24-étől haláláig), Vespasianus fia és Domitianus bátyja volt. Rövid uralkodása során rendkívüli népszerűségnek örvendett, bár a későbbi történetírók abszolutisztikus törekvéseiről ismert öccsével szembeállítva talán túlságosan is pozitív képet festettek róla az utókor számára.

## Ifjúsága, neveltetése
Titus 39. december 30-án született Róma városában a hasonló nevű, később Vespasianus néven ismert homo novus senator és egy vidéki quaestor lánya, Flavia Domitia első gyermekeként. Mivel apja karrierje nem sokkal Caligula bukása után meredeken felívelt, Claudius császár udvarában nevelkedett, együtt a nála némileg fiatalabb trónörökössel, Britannicusszal, akinek nagyon jó barátja volt egészen annak 55-ben bekövetkezett meggyilkolásáig. Császárként az elhunyt trónörökösnek aranyszobrokat állított a palotában, és a Circus Maximusban tartott felvonulásokra is készíttetett egy Britannicus-képmást.
Az ezt követő évekről nem sokat tudunk, de ahogy Vespasianus is átkerült Nero kegyeltjei körébe, úgy Titusnak sem esett bántódása Britannicushoz fűződő barátsága miatt. 61 körül Germania és Britannia területén teljesített szolgálatot legatus apja alatt katonai tribunusi rangban, és a későbbi szerzők megemlékeztek a tetteire emlékeztető számos szoborról és emléktábláról. 64-ben tért vissza a fővárosba, azonban itteni karrierje nem ismert. Két alkalommal is megnősült, első, korán elhunyt és ismeretlen származású feleségét Arrecina Tertullának hívták, a második, Martia Furnilla azonban előkelő család sarja volt. Amikor azonban Furnilla családja kiesett Nero kegyéből, Titus elvált tőle. A két rövid házasság egyike – valószínűleg a második – során egy leánya született, a tragikus sorsú Flavia Iulia.

## A zsidó háborúban

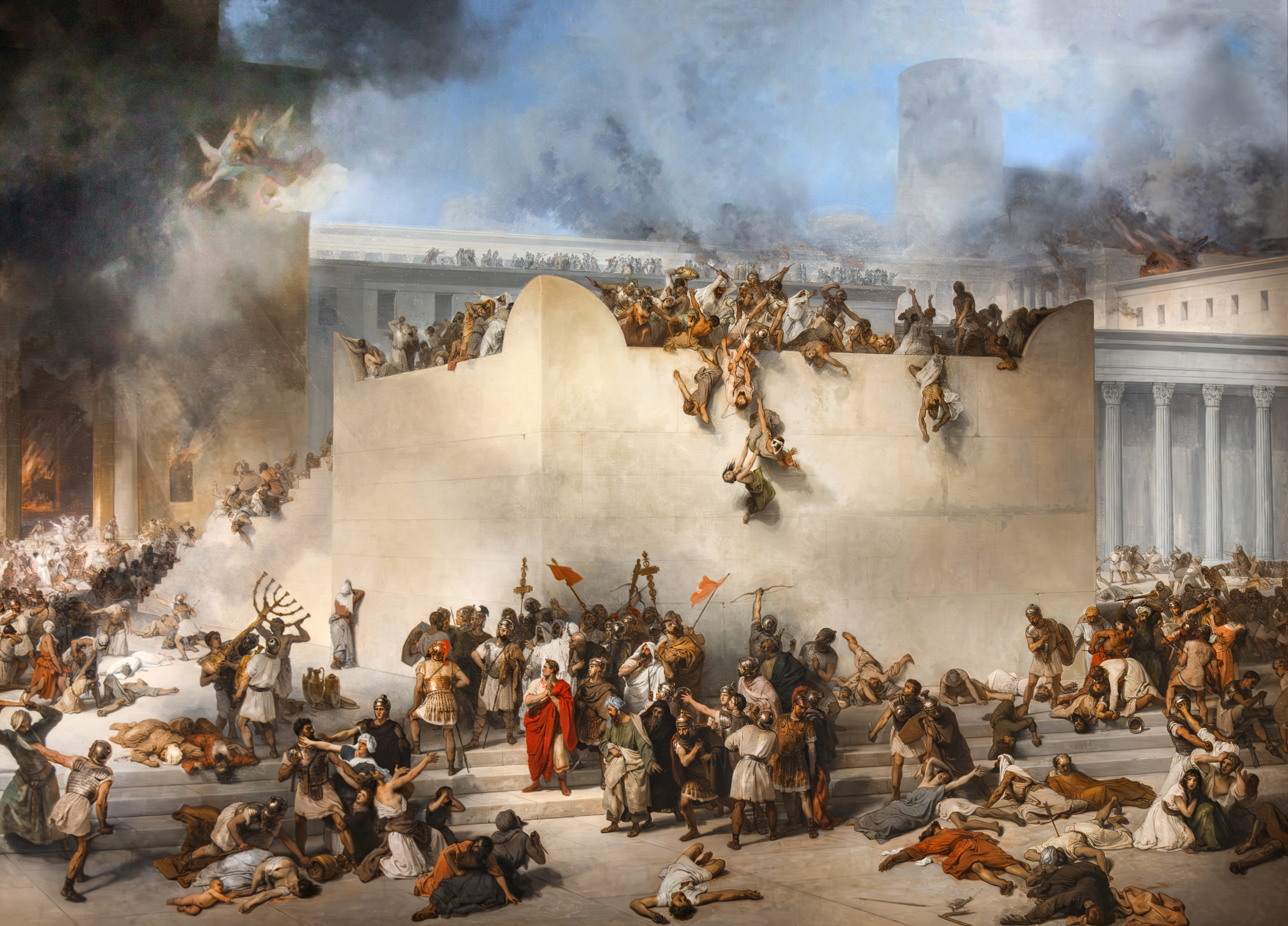
Francesco Hayez: A jeruzsálemi templom lerombolása

65-ben Iudaea provincia lakossága fellázadt az önkényeskedő római helytartó ellen, és nem csak a helyi procurator, de még a segítségére siető syriai proconsul hadseregét is legyőzte. Nero a kegyvesztettség peremén táncoló Vespasianust nevezte ki a térség hét legiója élére, mivel az idős senatortól feltehetően nem várt ellenséges fellépést. A zsidó háborúba Titus is bekapcsolódott, ezúttal a Legio XIV. Apollinaris legatusi rangú parancsnokaként, annak ellenére, hogy nem volt praetorviselt.

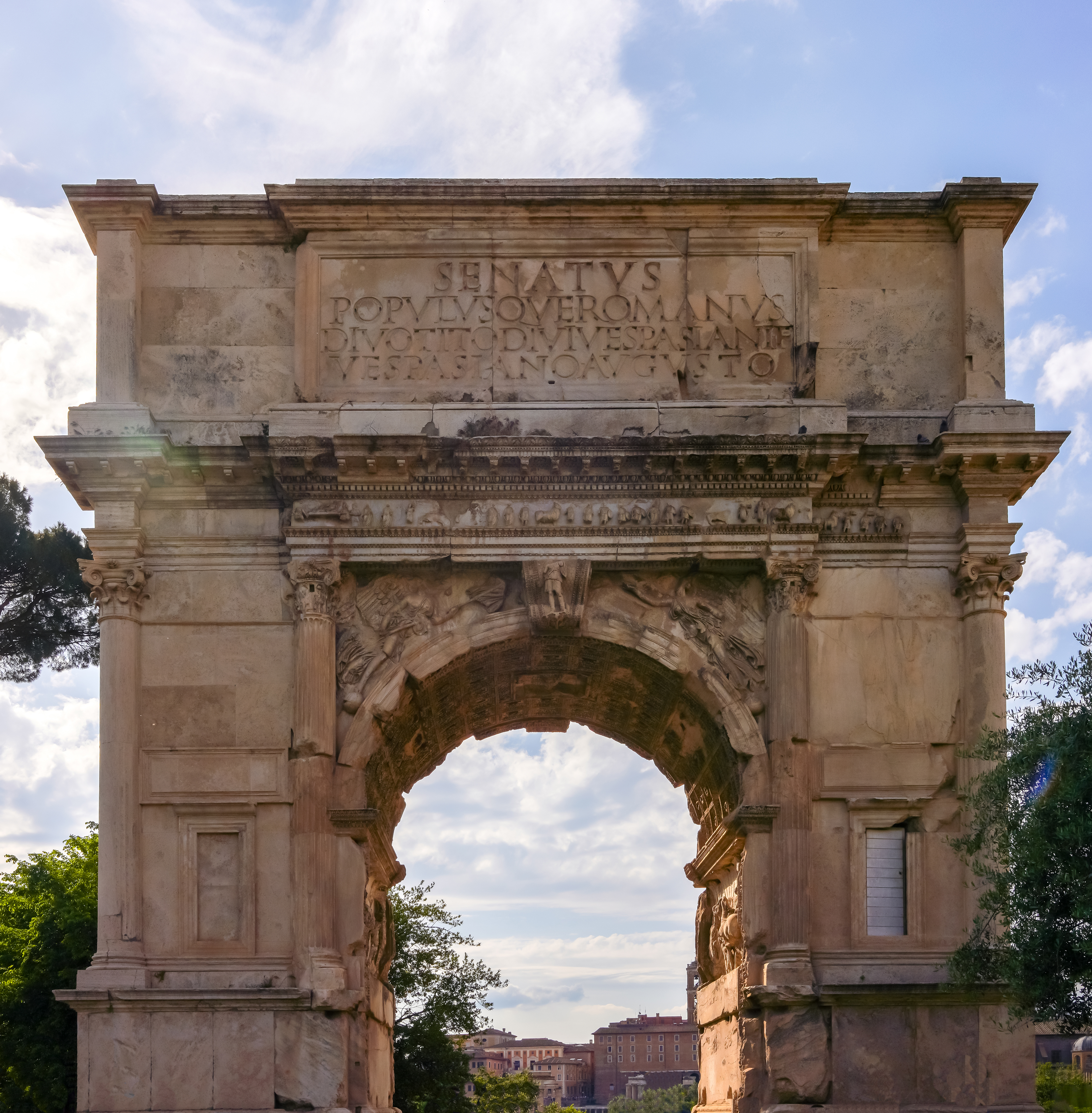
Titus diadalíve Rómában, amelyet a zsidó háborúban aratott győzelme alkalmából emeltetett 81-82-ben Domitianus római császár

Titus hadvezéri képességeit a későbbi auktorok magasztalták, bár valószínű, hogy nem volt különösebben kitűnő. 67-68 között öt lázadási góc felszámolásában vett részt, majd Nero meggyilkolását követően valószínűleg tárgyalásokat vezetett, hogy apja trónigényének támogatókat szerezzen (többek között Syria helytartóját, Caius Licinius Mucianust sikerült megnyernie az ügy támogatására). 69-ben Aegyptus, Syria és a zsidó háborúban részt vevő legiók Vespasianust kiáltották ki császárnak, aki elindult nyugatra, és a pannoniai haderő támogatásával legyőzte Vitelliust, a senatustól pedig megkapta a princepsi hatalmat.
Eközben Titusra maradt a háború vezetése, aki 70 tavaszán kezdte megostromolni Jeruzsálemet. Négy hét alatt bevette az Alsóvárost, de a Templom és az óváros augusztusig kitartott. Titus a klasszikus római hadviselés majdnem egész eszköztárát (circumvallatio, ostromgépek) felvonultatva végül bevette az óvárost, amit a Templommal együtt porig égetett. Mintegy betetőzésként áldozatot mutattak be a római isteneknek a szentély udvarán. Az ostromot nagy mészárlás követte, és rengeteg foglyot ejtettek. Katonái imperatorrá kiáltották ki Titust, aki ezt követően beutazta a keleti tartományokat, és a zsidó foglyok közül sokakat gladiátorjátékok keretében végeztetett ki, a többieket pedig eladta rabszolgának. 71 júniusában tért haza, ahol pompás triumphust tartott atyjával közösen. Titusszal együtt harcolt, sőt, közös katonai sátorban lakott vele a zsidó háború idején Idősebb Plinius, aki 37 könyvből álló természettudományos enciklopédiáját ajánlotta 77-ben Titusnak.

## Vespasianus társcsászára
Titus ezt követően gyakorlatilag apja társuralkodójává lépett elő: megkapta a tribunicia potestast és az imperium maiust, 72-től fogva mind a hét alkalommal Vespasianus consultársa volt, 74-ben pedig közösen viselték a censori hivatalt. 72-ben őt tette meg a császár a praetorianusok – a princeps közvetlen katonai bázisa – parancsnokává. Ebben a minőségben alapvetően tehetséges, jó szervezőnek bizonyult, bár valószínűleg ő felelt a császári hatalom mégoly kis létszámú ellenzékének kordában tartásáért (Suetonius említi a megbízhatatlan Aulus Caecina Alienus leszúratását és egyes bíróság nélküli kivégzéseket, illetve azt, hogy kicsapongásai és kegyetlennek mutatkozó természete miatt második Neróként féltek tőle).
Titus még keleten ismerte meg a zsidó Berenikét, II. Agrippa klienskirály testvérét, aki a szeretője lett, és 75-ben csatlakozott hozzá Rómában. Kapcsolatuk, bár nyilvánosan együtt éltek – talán Marcus Antonius és Kleopátra példáján okulva – sosem vált hivatalossá, sőt 79-ben trónra lépve menesztette Berenikét Rómából.

## Titus császársága
Titus rövid uralkodásához kevés jelentős tett kötődik. A társcsászársága korában gyakorolt kicsapongásait beszüntette, és hajdani zsarnoki természete is mintha azonnal tovaszállt volna. Gondoskodott az Iulius–Claudius-dinasztia császárainak tiszteletéről, illetve 80-ban Vespasianust is a császárkultusz részesévé tette.
79. augusztus 24-én tört ki a Vezúv, maga alá temetve Pompejit, Herculaneumot és Stabiae-t. 80-ban tűzvész pusztított a fővárosban, de a fiscus mindkét esetben bőkezűen támogatta a károsultakat. Emellett folytatta az atyja által megkezdett építkezéseket, és ő adta át az Amphitheatrum Flaviumot hatalmas, 100 napig tartó, változatos ünnepségek keretében. Thermákat is építtetett, és támogatta a Római Birodalom úthálózatának építését. Ennek ellenére Cassius Dio mértéktartónak nevezte, és teli kincstárat hagyott maga után. (Igaz, ez rövid uralkodásának is betudható.)
Titus 81 szeptemberében váratlanul halt meg, állítólag Sabinum felé utazva, ugyanabban az Aquae Cutiliae-i villában, ahol annak idején atyja, Vespasianus. Egyes feltételezések szerint öccse, a hosszú ideje háttérbe szorított Domitianus keze volt korai halálában, de ez nem bizonyítható, sőt Domitianus háttérbe szorulásának feltevése sem teljesen egyértelmű, határozottan állítható tény. Halálát követően Titust istenné avatták, és a temetési beszédet mondó Domitianus számos szoborral és más emlékművel emlékezett meg fivéréről.